# Hellboy
Hellboy é um personagem de histórias em quadrinhos criado por Mike Mignola, cujas histórias são editadas nos Estados Unidos pela Dark Horse. No Brasil, já foram lançadas várias revistas pela Mythos Editora, em Portugal, já foram lançados dois álbuns pela Devir Livraria.
O protótipo do personagem apareceu num desenho feito por Mignola na convenção Great Salt Lake Convention de 1991. A primeira história de Hellboy, em preto e branco, foi publicada na revista San Diego Comic Con Comics #2, em agosto de 1993. O personagem ganhou título próprio em março de 1994, com a saga Seed of Destruction (Sementes da Destruição).

## História
Nascido nas profundezas do Inferno, Hellboy (ou, como é conhecido pelo seu nome verdadeiro, Anung un Rama) é um enorme ser de aspecto diabólico, filho de um demônio com uma feiticeira. Foi descoberto pelo Professor Trevor Bruttenholm e soldados Aliados nas ruínas de uma capela nas Ilhas Britânicas em 23 de dezembro de 1944, após ter sido invocado do Inferno por uma ação conjunta de Grigori Rasputin, o monge louco e da Alemanha Nazista, que havia criado o projeto Ragnarok, com o intuito de trazer o apocalipse à terra. Hellboy, todavia, mostrar-se-ia de boa índole. Bruttenholm criou o pequeno demônio, ensinando-lhe a importância de ser humano, e treinou-o para combater as forças das trevas. Hellboy inclusive ganhou "status honorário de humano" das Nações Unidas em 1952.
Ao atingir a maioridade, Hellboy passou a integrar a BPRD (Bureau of Paranormal Research and Defence) ao lado de figuras como Abe Sapien, Liz Sherman. Suas aventuras combatendo o mal levam-no a viajar por todo o mundo enquanto enfrenta ameaças tão diversas como vampiros, lobisomens, fantasmas, monstros, antigos deuses da noite, ladrões de túmulos, golens, e finalmente, os mais importantes dos seus inimigos: um grupo de Nazistas (que sobreviveu até hoje numa câmara criogênica) e o espírito imortal de Rasputin, que assombra Hellboy com revelações sobre o seu verdadeiro propósito e o seu destino de destruir o mundo que tanto ama.
Hellboy é também descendente do rei Arthur, por parte de sua mãe. Ele empunhou a mítica espada Excalibur na minissérie The Wild Hunt (Caçada Selvagem, publicado no Brasil em 2012 e republicado em 2020, ambas edições pela Editora Mythos). Nessa história já se aproxima o clímax da série, com a guerra iminente dos seres míticos contra a humanidade e com Baba Yaga, a antiga bruxa russa, se aproximando de sua vingança contra Hellboy (Hellboy arrancou um olho dela na história curta "Baba Yaga"). Segundo Mignola, a série irá acabar (ao contrário de títulos contínuos como Batman ou X-Men), provavelmente com Hellboy morto. O escritor e artista disse que já "tentou matar Hellboy" outras vezes durante a série, como na misteriosa história "a ilha", que conta mais acerca das origens do mundo de Hellboy. O último episódio da saga de Hellboy será a minissérie em três partes intitulada The Fury. Todavia, as histórias do personagem seguem duas linhas: uma no presente, contando sua história e seu desfecho, em tom épico, e uma linha no passado, com histórias de Hellboy atuando como agente do Bureau de pesquisa e defesa paranormal pelo mundo. Assim sendo, é possível que o herói não se ausente por completo dos quadrinhos.

## A mão direita da perdição
Hellboy possui uma manopla acoplada a sua mão, feita do que aparenta ser pedra sólida. Ela é bem maior e mais grossa do que sua mão esquerda, razão pela qual ele prefere a esquerda para usar armas de fogo. Ela também é invulnerável.
Seu mais sinistro propósito, porém, é o de servir como chave para libertar o Ogdru Jahad, os Sete Deuses do Caos, de uma prisão extra-dimensional (motivo pelo qual os nazistas o invocaram). Como revelado na mini série Paragens Exóticas, esta mão pertenceu a um dos gr =andes espíritos que criaram todas as coisas da Terra, e foi também a mão que criou o próprio Ogdru Jahad. Segundo o criador Mike Mignola, a mão direita foi idealizada como uma arma embutida, uma versão moderna do martelo de Thor, da Marvel Comics. A mão direita se tornou um ícone e marca registrada do personagem.

## Estilo e influências
Mike Mignola busca inspiração principalmente na Literatura Pulp (como H.P. Lovecraft), nos clássicos dos quadrinhos, nos monstros clássicos, como os do Expressionismo Alemão e nos mitos folclóricos de todo o mundo, principalmente os do leste europeu. As construções Góticas e Vitorianas também marcam presença no universo de Hellboy. Seu estilo foi assim definido por Alan Moore: "Expressionismo Alemão encontra Jack Kirby."

## Relação de publicações no Brasil
- Hellboy - Sementes da Destruição (Mythos Editora, 1998)
- Hellboy - O Despertar do Demônio (Mythos Editora, 1998)
- Ghost/Hellboy (Mythos Editora, 1999)
- Savage Dragon & Hellboy 1 e 2 (Pandora, 2001)
- Hellboy - O Gigante Infernal e Os Lobos de Santo Augusto (Mythos Editora, 2001)
- Batman/Hellboy/Starman (Mythos Editora, 2001)
- Hellboy: A Mão Direita da Perdição (Mythos Editora, 2004)
- Hellboy - O Verme Vencedor (Mythos Editora, 2005)
- Hellboy - Contos Bizarros Vol. 1 (Mythos Editora, 2006)
- GOON: O Casca-Grossa (Mythos Editora, 2006) — Participação especial
- Hellboy - Contos Bizarros Vol. 2 (Mythos Editora, 2006)
- Hellboy - Paragens Exóticas (Mythos Editora, 2007)
- Hellboy - A Feiticeira de Troll e Outras Histórias (Mythos Editora, 2008)
- Hellboy - O Clamor das Trevas (Mythos Editora, 2008)
- Hellboy Edição Histórica Vol. 1 - Sementes da Destruição (Mythos Editora, 2008)
- Hellboy Edição Histórica Vol. 2 — O Despertar do Demônio (Mythos Editora, 2008)
- Hellboy Edição Histórica Vol. 3 - O Caixão Acorrentado (Mythos Editora, 2008)
- Hellboy Edição Histórica Vol. 4 - A Mão Direita da Perdição (Mythos Editora, 2009)
- Hellboy Edição Histórica Vol. 5 - Máscaras e Monstros (Mythos Editora, 2012)
- Hellboy Edição Histórica Vol. 6 - O Verme Vencedor & Goon e Hellboy (Mythos Editora, 2013)
- Hellboy - O Vigarista/Capela do Moloch (Mythos Editora, 2010)
- Hellboy - A Caçada Selvagem (Mythos Editora, 2012)
- Hellboy - Tormenta e Fúria (Mythos Editora, 2015)
- Hellboy - A Casa dos Mortos Vivos (Mythos Editora, 2015)
- Hellboy No Inferno (Mythos Editora, 2015)

## Premiações
Os quadrinhos de Hellboy ganharam várias premiações, como o Eisner e o Eagle Awards. Escritores e artistas de quadrinhos como Alan Moore, Frank Miller, Sérgio Aragonés e Will Eisner já teceram elogios ao personagem e seu criador várias vezes. Eis o que Alan Moore escreveu sobre o encadernado da minissérie O Despertar do Demônio: "A edição encadernada que você tem em mãos destila o que há de melhor nos quadrinhos, como se fosse o mais refinado vinho tinto. Hellboy é um passaporte para um recanto no paraíso dos gibis, de onde você pode nunca mais querer sair." O cineasta Clive Barker declarou: "Hellboy restaura minha fé no prazer dos quadrinhos."

## Outras mídias

### Filmes

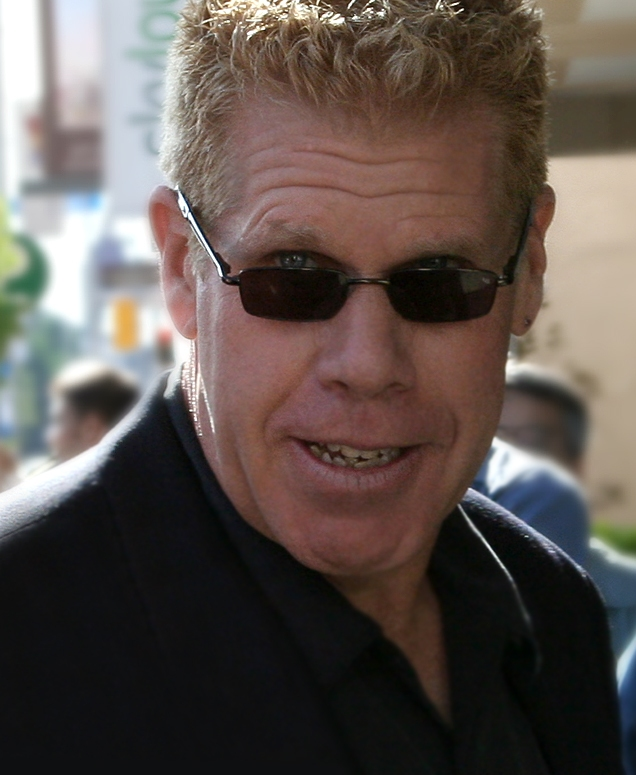
Ron Perlman

- Em 2004 estreou o filme Hellboy, adaptado da HQ (BD), dirigido por Guillermo del Toro, com Ron Perlman (Hellboy), John Hurt (Trevor Bruttenholm), Selma Blair (Liz Sherman), Rupert Evans (John T. Myers), Karel Roden (Grigori Rasputin) e Doug Jones (Abe Sapien) nos principais papéis. O filme explora a fundo a relação entre Hellboy e o seu "pai" adotivo, o Professor Broom, com novos vilões como o demônio Sammael, e papéis alargados para os vilões nazistas Ilsa Haupstein e Karl Ruprecht Kroenen, além de seu próprio destino como a Chave do Apocalipse. Os filmes seguem uma cronologia diferente da oficial nos quadrinhos, representando uma visão bastante pessoal de Guillermo Del Toro sobre o universo de Hellboy.
- Em 2008, é lançado o filme Hellboy II: O Exército Dourado, também dirigido por Guillermo Del Toro e com Ron Perlman retornando no elenco. Nesse filme, Hellboy tem que enfrentar um príncipe de uma antiga raça de elfos que deseja despertar o mítico Exército Dourado, com o objetivo de exterminar a espécie humana, enquanto isso, tem que aprender a se lidar com sua reputação perante o público, que passa a saber de sua existência, e desenvolver seu romance com Liz Sherman.[3]

- Um reboot de Hellboy foi lançado em 2019, com David Harbour no papel-título.

### Animações
Além dos filmes, Hellboy estrelou duas animações: A espada das tempestades e Sangue e ferro. Assim como os filmes, as animações seguem um caminho próprio, independente dos quadrinhos, todavia mais próximo dos quadrinhos do que os filmes. As vozes do desenho são feitas pelos atores dos filmes. Ron Perlman como Hellboy, Selma Blair como Liz Sherman, Doug Jones como Abe sapien e John Hurt como Trevor Broom. Ambas as produções foram exibidas pelo Cartoon Network antes de saírem em DVD.

### Jogos eletrônicos
Um game de Hellboy chamado Hellboy: Asylum Seeker foi lançado para PlayStation e computador pela Cryo Interactive/DreamCatcher Interactive Inc. sem relação com os filmes, que nem tinham sido lançados na época, mas fora inspirado nos HQs. Todavia, não atingiu grande sucesso, e muitos criticaram sua jogabilidade e o estilo do jogo como sendo "lenta e irritante", e muitos o puseram em listas de piores jogos em sites com enquetes, votações e vídeos.
Em 2005, O diretor dos filmes Guillermo Del Toro firmou um contrato com a Konami, famosa desenvolvedora de videogames, para lançar um jogo baseado na versão cinematográfica de Hellboy. O jogo foi lançado em 2007 com o nome Hellboy: The Science of Evil, para PlayStation 3, Xbox 360 e PlayStation Portable. O Game conta com as vozes dos atores Ron Perlman, Selma Blair e Doug Jones, que atuaram nos filmes.
Em agosto de 2017, foi anunciado que o personagem faria parte do jogo Injustice 2, da produtora NetherRealm Studios.

### Livros
O escritor Christopher Golden criou uma série de histórias sobre Hellboy em livros, contando com algumas ilustrações de Mike Mignola. As duas primeiras histórias, The Lost Army e Bones of Giants fazem parte da cronologia oficial do personagem. Nenhuma dessas histórias foi publicada no Brasil.

### Outros produtos
Hellboy aparece numa infinidade de produtos licenciados, como canecas, camisetas, posters, cards e figuras de ação, baseadas tanto nos quadrinhos como nas versões cinematográficas.